# Drino succini
Drino succini är en tvåvingeart som först beskrevs av Christoph Gottfried Andreas Giebel 1862.  Drino succini ingår i släktet Drino och familjen parasitflugor. Inga underarter finns listade i Catalogue of Life.